# Raión de Shcherbínovski
El raión de Shcherbínovski (del ruso: Щерби́новский район) es uno de los treinta y siete raiones en los que se divide el krai de Krasnodar, en Rusia. Está situado en el área noroccidental del krai. Limita al sureste con el raión de Kanevskaya, al suroeste con el raión de Yeisk, al noroeste con el mar de Azov, al nordeste con el raión de Azov del óblast de Rostov y al este con el raión de Starominskaya. Tenía 37 568 habitantes en 2010 y tiene una superficie de 1 377 km². Su centro administrativo es Staroshcherbínovskaya.
El territorio del distrito se halla allá donde se encuentran las llanuras de Kubán-Priazov y la costa del golfo de Taganrog del mar de Azov. Lo surcan el río Yaseni, por el sur, y el río Yeya, que forma un estuario en su desembocadura en el anterior golfo conocido como limán Yeiski, separado del mar por la punta de Glafirovka que ocupa la su parte central. En el raión se halla el punto más septentrional del krai, la punta Sazalnikskaya, y la localidad más al norte, Molchanovka.

## Historia
El raión fue establecido el 31 de diciembre de 1934 en la composición del krai de Azov-Mar Negro como resultado de la descentralización del raión de Yeisk. Pertenecían inicialmente al raión los selsoviets Novoshcherbínovski, Staroshcherbínovski y Yásenski y otras localidades dependientes de un sovjós porcino. El 13 de septiembre de 1937 pasó a formar parte del krai de Krasnodar. El 22 de agosto de 1953 se le agrega el territorio del disuelto raión Limanski, con centro en Yéiskoye Ukrepléniye. Entre el 1 de febrero de 1963 y el 30 de diciembre de 1966 el raión fue anulado y su territorio integrado al raión de Yeisk. 
En 1993 se anularon los selsoviets y en 2005 se decidió la división administrativa en 8 municipios rurales.

## Demografía
| Año  | Población |
| ---- | --------- |
| 1959 | 35 498    |
| 1970 | 38 055    |
| 1979 | 37 036    |
| 1989 | 36 208    |
| 2002 | 38 816    |
| 2009 | 37 701    |

## División administrativa
El raión está dividido en 8 municipios rurales, que engloban 15 localidades:
| Municipios de tipo rural              | Poblaciones*                                                                             |
| ------------------------------------- | ---------------------------------------------------------------------------------------- |
| Municipio rural Glafirovskoye         | - seló Glafirovka                                                                        |
| Municipio rural Yeiskouprenlenskoye   | - seló Yéiskoye Ukrepléniye                                                              |
| Municipio rural Yekaterinovskoye      | - seló Yekaterínovka - jútor Krasni Dar - jútor Liubimov - jútor Novi Put                |
| Municipio rural Nikoláyevskoye        | - seló Nikoláyevka                                                                       |
| Municipio rural Novoshcherbínovskoye  | - stanitsa Novoshcherbínovskaya                                                          |
| Municipio rural Staroshcherbínovskoye | - stanitsa Staroshcherbínovskaya                                                         |
| Municipio rural Shabelskoye           | - seló Shabelskoye - seló Molchanovka                                                    |
| Municipio rural Shcherbínovskoye      | - posiólok Shcherbínovski - posiólok Vostochni - posiólok Séverni - posiólok Prilimanski |

*Los centros administrativos están resaltados en negrita.

## Economía y transporte
Las principales actividades industriales del raión son la producción de alimentos (láctea SPK Rodnik, panificadora OOO Kombinat kooperativnoi promyshlenosti) y la fabricación de materiales de construcción (fábrica de ladrillos OAO Keramik). En cuanto al sector agrícola operan en el área once empresas colectivas de agricultura, una granja avícola, un koljós pesquero y 872 granjas particulares. La producción de grano, girasoles, remolacha azucarera y forrajes predominan entre los cultivos (los cereales y las leguminosas representan más de un 50 % de la siembra). Tiene asimismo importancia la ganadería.
Las localidades de Glafirovka y Shabelskoye son lugares de atracción turística naturales debido a la singularidad de las puntas Glafirovka y Sazalnikskaya.
Por el centro del raión pasan el ferrocarril de Yeisk y la carretera Krasnodar-Yeisk.

## Servicios sociales
En el raión trabajan 37 establecimientos educativos (entre ellos, 13 escuelas, 16 parvularios, dos escuelas de arte y una deportiva) en los que se instruyen 4 608 estudiantes.
La sanidad pública cuenta con cuatro hospitales de distrito y varios puntos de atención médica.
En el raión hay cuatro estadios, ocho campos de fútbol y tres campos de tiro.
La difusión de la cultura se realiza en 28 establecimientos públicos, entre los que cabe destacar 4 museos de historia local. Se realizan actividades para la conservación de las tradiciones cosacas.